# Andrey Klassen
Andrey Klassen (* 1984 in Irkutsk) ist ein sibirischer Künstler, der in Hamburg lebt und arbeitet.
Sein Werk zeichnet sich vor allem durch großformatige Tuschemalerei auf Papier aus mit traumartigen Szenen mit schattenhaften Wesen, Menschen, Hybridwesen, die zum Teil an Figuren der Popkultur, Filmikonen und Comicfiguren angelehnt sind. Er hat 2001–2004 an der Kunstschule in Irkutsk, Russland und 2005–2010 an der Hochschule für Bildende Künste Dresden bei Ralf Kerbach studiert. 2010–2012 war er an der Hochschule für Bildende Künste Dresden Meisterschüler bei Ralf Kerbach.
Im Jahr 2015 wurde Klassen mit dem Marion-Ermer-Preis ausgezeichnet.

## Ausstellungen (Auswahl)

### Einzelausstellungen
- 2023: Edward, LYCRA, Hamburg, DE[2]
- 2022: Afrika, Feinkunst Krüger Galerie, Hamburg[3], DE
- 2022: ZWET, Sp2, Berlin[4]
- 2021: VERTIGO, Goldene Pforte, Dresden[5]
- 2021: Andrey Klassen – Кудесник и Чародей, Künstlerhaus Frise, Hamburg[6]
- 2020: Dirty Little Pieces (mit Stefan Krauth), neue deutsche Filmgesellschaft, Berlin[7]
- 2019: HELDEN, Kunstverein Ulm, Ulm
- 2017: Doppelausstellung Galerie Russi Klenner, Berlin (mit Miriam Jonas)[7]
- 2017: 1691, Pavillon am Milchhof, Berlin[8]
- 2016: at my place a devil plays, M1, Berlin
- 2015: Sieben Todsünden, Städtische Galerie Dresden[9]
- 2014: New Works, fruehsorge contemporary drawings, Berlin[10]
- 2014: LA VIDA NO VALE NADA, Espace Despalles, Paris, Frankreich
- 2011: Café Raduga, Hamish Morrison Galerie, Berlin
- 2012: Wenn ich nicht zu Hause bin, Hamish Morrison Galerie, Berlin
- 2009: Bad Things-Bad Things, Hochschule für Bildende Künste Dresden, mit Clemens Reinecke
- 2008: Reisende, Galerie treibhaus, Dresden
- 2007: Städtisches Museum, Irkutsk (RU)
- 2006: Galerie Rogal-Haus, Irkutsk (RU)

### Gruppenausstellungen
- 2022: FÜLLE, The Grass is Greener Gallery, Leipzig, DE[11]
- 2022: MEDIUM ZEICHNUNG, Kunstsammlung Gera, Gera, DE[12]
- 2022: Transit City, OKO-OPAVA, Opava, CZE
- 2021: ANDERSWELTEN. Malerei heute, Museum Villa Rot, Burgrieden, DE[13]
- 2021: WERKSCHAUHALLE Spinnerei, The Grass is Greener Galerie, Leipzig
- 2020: Don’t Wake Daddy XV, Galerie Feinkunst Krüge, Hamburg
- 2020: Dark Patterns, Galerie Feinkunst Krüger, Hamburg (mit Eiko Borcherding, Olaf Hajek)
- 2020: DOWN OF THE LIVING, Galerie Feinkunst Krüger, Hamburg
- 2019: PREPARING FOR DARKNESS, Galerie Römerapotheke, Zürich
- 2019: Dark and Stormy, ESPRONCEDA Center for Art & Culture, Barcelona, Spanien
- 2018: Monster of Drawing, Galerie Feinkunst Krüger, Hamburg
- 2017: Neue Schwarze Romantik, Künstlerhaus Bethanien, Berlin(group, cat.)[14]
- 2017: Neue Schwarze Romantik / New Black Romanticism, Muzeul Național de Artă al României, Bukarest (ROU)
- 2016: Try Walking in my Shoes, mit Stefan Krauth, Reiter Galerie, Berlin
- 2016: Bittersüße Zeiten – Barock und Gegenwart – Edwin Scharff Museum, Neu-Ulm
- 2015: Die Zeichnung geht weiter, Galerie Poll, Berlin
- 2015: GorbatSHOW IV (on Tour), Wiener Art Foundation, Wien
- 2015: JUST DROPPED IN, l’Amour, Paris
- 2014: Bittersüsse Zeiten, Barock und Gegenwart, Sammlung SØR Rusche Oelde/Berlin, Kunsthaus Stade, Stade
- 2014: Building Building – TWO, Kunsthaus Utrecht (NL)
- 2014: Building Building – ONE, Dresden-Utrecht-Exchange-Project, LAB, Dresden
- 2014: Dada TY, Europäisches Zentrum der Künste Hellerau, Dresden
- 2014: Drawing Now Paris, Le Carreau du Temple, by fruehsorge contemporary drawings
- 2013: Pluralprojekt: Unmittelbarkeit, Atelierhof Kreuzberg, Berlin
- 2013: Obscure, Villa Renata, Basel (CH)
- 2013: Family Matters, Hamish Morrison Galerie, Berlin
- 2013: Ein Drittel Weiß, Kunst im Tunnel, Düsseldorf
- 2013: Tierstücke 2015, Sammlung SØR Rusche Oelde/Berlin, Museum Abtei Liesborn, Wadersloh
- 2012: Keine Bilder Ohne Liebe, Galerie Poll, Berlin
- 2012: Verantwortung, C. Rockefeller Center for the Contemporary Arts, Dresden
- 2012: Kopfüber, MeisterschülerInnen, Hochschule für Bildende Künste Dresden
- 2012: Seeing Red, Hamish Morrison Galerie, Berlin
- 2011: S.......XL, Galería adhoc, Vigo, (ES)
- 2011: Im Büro, Hamish Morrison Galerie, Berlin
- 2010: Diplomausstellung 2010, Hochschule für Bildende Künste Dresden
- 2010: U(DYS)TOPIA – Indonesien und Deutschland, Freies Museum Berlin und Hochschule für Bildende Künste Dresden
- 2004: BIN 2004, International Biennial of Graphic Art, Sankt Petersburg (RU)

## Stipendien und Preise
- 2021: Travel grant Hamburg, Cities of Dresden and Hamburg
- 2020: Denkzeit-Stipendium, Kulturstiftung des Freistaates Sachsen
- 2020: Artist in Residence, Barcelona, Spanien
- 2018: Arbeitsstipendium der Kulturstiftung des Freistaates Sachsen
- 2017: Arbeitsstipendium der Stiftung Kunstfonds Bonn[15]
- 2015: Marion-Ermer-Preis[16]
- 2009: DAAD-Prize for outstanding achievement among foreign students

## Publikationen
- 2015: Marion Ermer Stiftung (Hrsg.): Marion-Ermer-Preis 2015, Text: Holger Birkholz, Kat. Ausst. Hochschule für Bildende Künste Dresden
- 2015: Andrey Klassen, Showtime 02, Text: Johannes Schmidt, Wald und Wiese Verlag Dresden
- 2014: Blackout, Edition, solo ma non troppo, Paris (FR)
- 2011: Café Raduga, Text: Lisa Gelhard, Hamish Morrison Galerie, Berlin